# 聖安德烈鄉 (蒂米什縣)

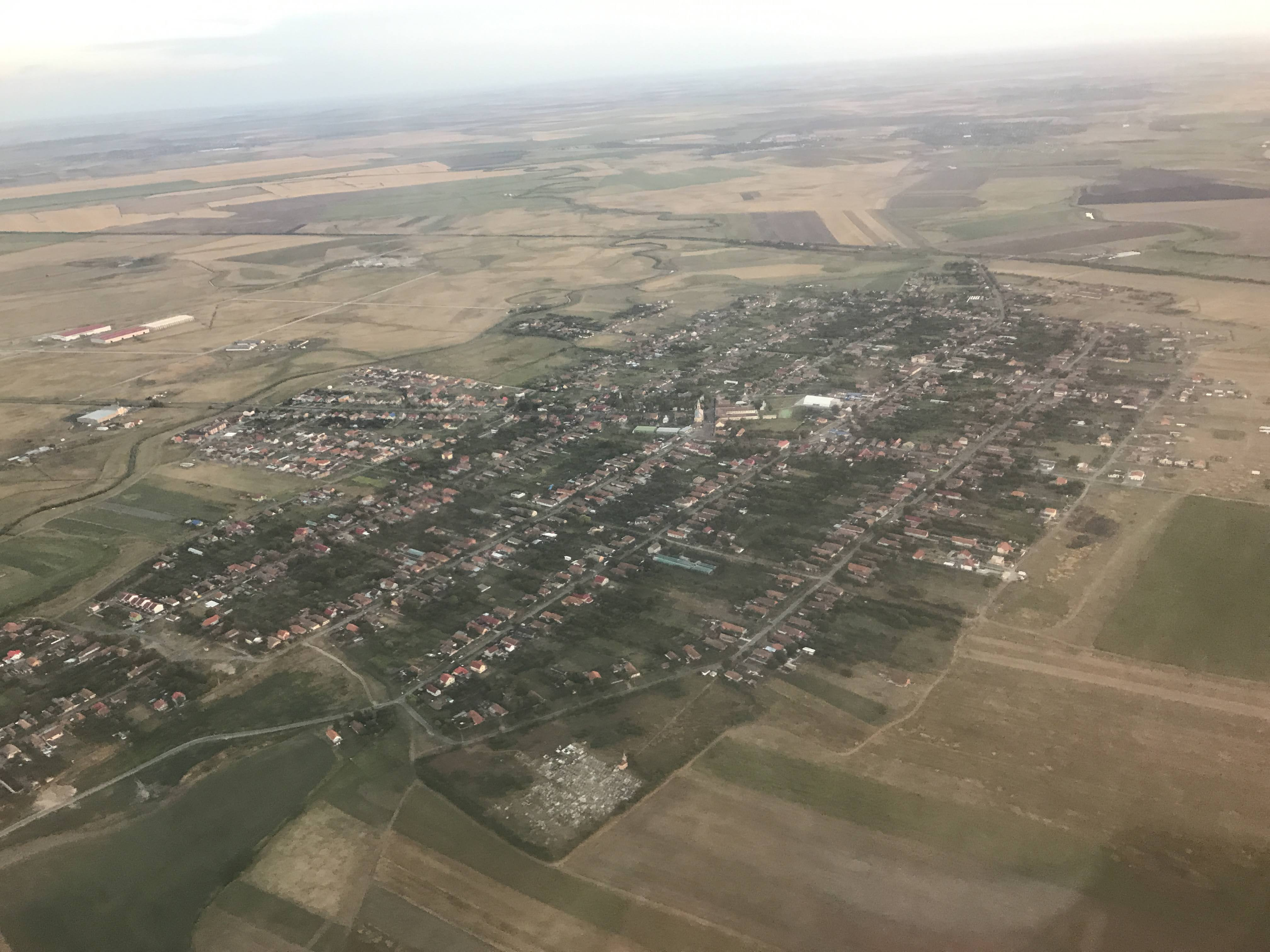
聖安德烈鄉

45°54′38″N 21°09′51″E / 45.91056°N 21.16417°E
聖安德烈鄉（羅馬尼亞語：Comuna Sânandrei, Timiș），是羅馬尼亞的鄉份，位於該國西部，由蒂米什縣負責管轄，面積180平方公里，海拔高度92米，2002年人口5,677，人口密度每平方公里32人。